# Константинов, Анатолий Алексеевич
Анатолий Алексеевич Константинов (9 мая 1923 — 30 мая 2018) — советский и российский учёный-биохимик. Почётный гражданин города Хабаровска.

## Биография
Родился 9 мая 1923 года в с. Заборы Брянской губернии (сейчас — Брянская область, Красногорский район). С января 1924 г. жил в Хабаровске.
После окончания средней школы в июне 1941 г. призван в армию. Первые месяцы служил в дивизионе торпедных катеров Северной Тихоокеанской флотилии.
С октября 1942 по январь 1945 в действующей армии: лейтенант, командир взвода, 1379-й стрелковый полк, 87-я стрелковая дивизия. Награждён орденами Красной Звезды, Отечественной войны II степени, медалью «За победу над Германией в Великой Отечественной войны 1941—1945 гг.».
В январе 1945 г. был ранен, несколько месяцев лечился в госпитале, по состоянию здоровья демобилизован в октябре того же года в звании гвардии лейтенанта.
С февраля 1946 г. учился в Хабаровском медицинском институте и одновременно работал старшим лаборантом кафедры биохимии.
После окончания ХГМИ (1951, с отличием) работал там же до 2003 года: ассистент, старший преподаватель, доцент, профессор, с 1964 зав. кафедрой биологической химии. В 1968—1972 гг. проректор ХГМИ по научной работе.
В 1954 г. защитил кандидатскую диссертацию на тему «Влияние китайского лимонника и женьшеня на тканевое дыхание». С 1957 г. вёл изучение геморрагической лихорадки с почечным синдромом (ГЛПС). Ему впервые в мире удалось воспроизвести ГЛПС в эксперименте на лошадях, получить диагностическую сыворотку (совместно с Т. П. Владимировой). За это открытие присуждена учёная степень доктора наук.

## Публикации
- Домашний лечебник дальневосточника [Текст] / Анатолий Константинов. — Изд. 2-е, перераб. и доп. — Хабаровск : Изд-во Хворова А. Ю, 2016. — 247 с. : цв. ил.; 22 см; ISBN 978-5-901725-24-5
- Воины-дальневосточники в боях за Родину / АнатолийКонстантинов, Всеволод Сысоев. — Хабаровск : Изд-во Хворова А. Ю., 2010. — 175 с. : фот.; 21 см; ISBN 978-5-901725-18-4
- Домашний лечебник дальневосточника : Сб. полез. советов и рецептов нар. медицины / А. А. Константинов. — Хабаровск : РИОТИП, 1996. — 239,[1] с. : ил.; 22 см; ISBN 5-88570-060-5
- Лечебные свойства пчелиного меда [Текст] / А. А. Константинов. — Хабаровск : Кн. изд-во, 1977. — 31 с.; 20 см. — (Библиотечка здоровья).
- Хабаровск — мой город родной : (воспоминания старожила) / А. А. Константинов. — Хабаровск : Администрация Центрального окр. города Хабаровска, 2007. — 244 с. : ил., портр.; 21 см; ISBN 5-7663-0462-2
- Дальневосточная кухня. Питание и здоровье [Текст] / А. А. Константинов. — Изд. 3-е, перераб. и доп. — Хабаровск : Изд-во Хворова А. Ю., 2013. — 270, [1] с. : табл., цв. ил., портр.; 30 см; ISBN 978-5-901725-19-1
- Дальневосточная кухня. Питание и здоровье [Текст] / А. А. Константинов. — Изд. 4-е, испр. и доп. — Хабаровск : Изд-во Хворова А. Ю., 2014. — 270, [1] с. : табл., цв. ил., портр.; 30 см; ISBN 978-5-901725-21-4
- Избранные лекции по патобиохимии / А. А. Константинов, В. В. Поступаев. — Владивосток : Изд-во Дальневост. ун-та, 1989. — 214,[1] с. : ил.; 20 см; ISBN 5-7444-0075-3
- Клиническая биохимия : (Учеб.-метод. пособие для студентов и врачей фак. усоверш.) / А. А. Константинов, В. В. Поступаев. — Хабаровск : Б. и., 1984. — 110 с. : ил.; 19 см.
- Коварная молекула : О действии алкоголя на организм человека / А. А. Константинов, В. В. Поступаев. — Хабаровск : Кн. изд-во, 1985. — 48 с.; 20 см.
- Продукты моря — у нас на столе [Текст] / А. А. Константинов, В. А. Степанова. — Хабаровск : Кн. изд-во, 1974. — 29 с.; 20 см. — (Б-чка здоровья).
- Овощи и фрукты в питании человека [Текст] / А. А. Константинов, И. Л. Лукашова. — Хабаровск : Кн. изд-во, 1972. — 32 с.; 20 см. — (Б-чка здоровья).
- Методическое руководство к практическим занятиям по биологической химии [Текст] : Методическое пособие / Иван Степанович Белоносов, Анатолий Алексеевич Константинов, Николай Иванович Макаревич ; Под ред. проф. И. С. Белоносова ; Хабаровский гос. мед. ин-т. Кафедра биол. химии. — Хабаровск : [б. и.], 1964. — 103 с. : ил.; 20 см.
- Избранные лекции по клинической биохимии [Текст] : (Пособие для студентов и врачей фак. усовершенствования) / А. А. Константинов, В. В. Поступаев ; Под ред. проф. А. А. Константинова ; М-во здравоохранения РСФСР. Хабар. гос. мед. ин-т. Кафедра биол. химии. — Хабаровск : [б. и.], 1971. — 90 с. : черт.
- Женьшень и его братья [Текст] = Ginseng and its brothers / Л. Востриков, А. Константинов, Н. Фруентов. — Хабаровск : Кн. изд-во, 1979. — 182 с., 4 л. ил. : ил.; 17 см.

## Награды
Заслуженный деятель науки РФ (1995). Награждён орденом Почета, Почетной грамотой Президиума Верховного Совета РСФСР, нагрудными знаками «Отличнику здравоохранения», «Высшая школа СССР. За отличные успехи в работе».
Почетный гражданин Хабаровска (1993).